# 実学 (朝鮮)
朝鮮の実学（じつがく、シルハク）とは、17世紀から18世紀にかけて発達した近代指向の思想・学問の傾向に対する呼称。現実から乖離し、党争にあけくれる当時の政治を反省し、制度改革や産業の発達を目指した。

## 名称
実学という名称は李氏朝鮮時代には存在しなかった歴史用語である。1920年代から1930年代の日本の植民地時代になって実学の名称がつけられたもので、18世紀の実学者が活躍した当時の朝鮮で使われていたわけではない。実学とは近代になって作られたフィクションにすぎないとする金容沃による批判もある。

## 概要
朝鮮の朱子学は16世紀ごろから形而上学的な論議にふけり、また17世紀になると政治的な派閥争い（党争）と結びついた。夷狄である満州族が中国を支配するようになると、朝鮮こそが中華であるとする現実離れした小中華思想が出現した。これらの弊害に対する批判として実学が登場した。
実学者のうち、南人派の李瀷とその門下による、社会制度の考察と改革をはかる学者を「経世致用学派」と呼ぶ。これに対して老論派から現れた、生産力の発展のために清や西洋に学ぶべきとする一派を「利用厚生学派」または「北学派」と呼ぶ。
実学は英祖から正祖の時代に盛んになったが、その後は弾圧された。

## 経世致用学派
柳馨遠（りゅうけいえん、1622年-1673年、号は磻渓）は仕官せずに著述に専念し、『磻渓随録』において農業中心の制度改革を主張した。『磻渓随録』は後に英祖の命によって出版された。
李瀷（りよく、1682年-1763年、号は星湖）の父の李夏鎮は南人で、西人による弾圧によって平安道に配流された。李瀷は幼いときに父が配流先で没し、兄の李潜に育てられたが、兄もまた1706年に刑死した。逆境の中で仕官をあきらめ、百科全書的な『星湖僿説』を著した。李瀷は朝鮮の文人が清を夷狄として明の元号を使い続けている行為を批判し、清支配下の中国を中華文明と見なした。また、李瀷は西学（漢訳された西洋の学問）研究を主導し、リッチ『天主実義』、ディアス『天問略』、アレーニ『職方外紀』に対する跋を書いた。李瀷は地球説に従い、中国を中心とする天下思想を否定した。
李瀷の門弟には安鼎福（1712年-1791年）や権哲身（1736年-1801年）が知られる。安は『下学指南』『東史綱目』『列朝通紀』などを著した。『下学指南』では朝鮮の儒学が理気の説に集中していることを批判し、下学（日常生活の中で聖人の道を実践すること）を重んじた。『東史綱目』は高麗末までの通史で、自国の王朝史を「世家」とする傾向を批判し、朝鮮人にとっては朝鮮こそが本紀であると主張した。また、山崎闇斎の尊皇思想を李瀷への手紙の中で評価した。権哲身は西洋の学問への関心からキリスト教に改宗した（洗礼名アンブロジオ）。
この学派でもっとも有名な人物は権哲身の門人である丁若鏞（1762年-1836年）である。丁若鏞は第三兄（丁若鍾、アウグスチノ）、次兄（丁若銓）とともにキリスト教に入信したが、1791年にキリスト教徒が祖先祭祀を廃止する事件（珍山事件）が起きるとキリスト教から離れた。兄の丁若鍾はその後も布教に打ちこみ、キリスト教を漢文の読めない一般民衆に伝えるために『主教要旨』2巻を全文ハングルで書いた。
丁若鏞も中国中心の天下思想や華夷観を否定した。また「日本考」を著して日本の古学を高く評価し、自らの『論語古今註』に伊藤仁斎、荻生徂徠、太宰春台らの説を引用した。1792年に上疏して城制の改革を主張し、正祖は『古今図書集成』に収録したヨハン・シュレック『奇器図説』を与えて研究させた。水原華城の築城のときに、挙重機と滑車を使って銭四万緡を節約したという。『牧民心書』ほか多数の著書がある。
1800年の正祖の没後、老論僻派が再び力を持つようになった。1801年にキリスト教を理由に李瀷の学派は弾圧され（辛酉教獄）、権哲身や丁若鍾ら140人が刑死し、丁若鏞や丁若銓は流罪になった。これ以降西学は禁止された。

## 利用厚生学派
実学者は主流の老論派からも、とくに朝鮮燕行使として清を訪れた人々の中から現れた。
洪大容（1731年-1783年）は1765年に中国に赴いて、欽天監の西洋人と筆談してから西洋の科学を受容するようになり、『医山問答』で華夷思想を否定した。
朴趾源（1737年-1805年）は洪大容とまじわって西洋の科学を学び、1780年に乾隆帝の70歳を祝う使節に加わって中国を訪れ、『熱河日記』を著して中国や西洋の文物を紹介した。
朴趾源の門人である朴斉家（1750年-1805年以降）は北京を3回訪れた。『北学議』を著し、中国の進歩を認め、朝鮮の発展のために清を受容することを主張した。また経済を発展させるために清・日本・琉球・西洋を問わずに通商すべきだとした。
金正喜（1786年-1856年）は朴斉家に学び、北京を訪れて翁方綱や阮元と知りあった。清朝考証学の影響を受けて『金石過眼録』などを著した。

## 後世への影響
朝鮮の実学はほとんど後世に影響を及ぼさなかった。清を夷狄として退けるのでなく、積極的に清に学ぼうとする北学論は一般化したが、清への依存のみが強調されることになった。西洋科学は禁止された。
のち、朴趾源の孫の朴珪寿は朝鮮の攘夷政策に反対し、その門下から金玉均、朴泳孝らの開化派が形成された。